# Auza (Alts Alps)
Auza? (en francès Oze) és un municipi francès situat al departament dels Alts Alps i a la regió de Provença – Alps – Costa Blava.

## Demografia
| 1846                                       | 1962 | 1968 | 1975 | 1982 | 1990 | 1999 | 2006 | 2018 |
| ------------------------------------------ | ---- | ---- | ---- | ---- | ---- | ---- | ---- | ---- |
| 195                                        | 80   | 60   | 54   | 67   | 58   | 65   | 87   | 104  |
| Des de 1962: població sense dobles comptes |      |      |      |      |      |      |      |      |

## Administració
| Període   | Identitat           | Partit |
| --------- | ------------------- | ------ |
| 1989-1995 | Ginette Bestagno    |        |
| 1995-2001 | Georges Blanc       |        |
| 2001-2008 | Madeleine Sauvebois |        |
| 2008-2014 | Jean-Marie Bermond  |        |
| 2014-     | Rémy Frey           |        |